# Amphiura sinicola
Amphiura sinicola är en ormstjärneart som beskrevs av Matsumoto 1941. Amphiura sinicola ingår i släktet Amphiura och familjen trådormstjärnor. Inga underarter finns listade i Catalogue of Life.